# Ad Dekkers (Radsportler)

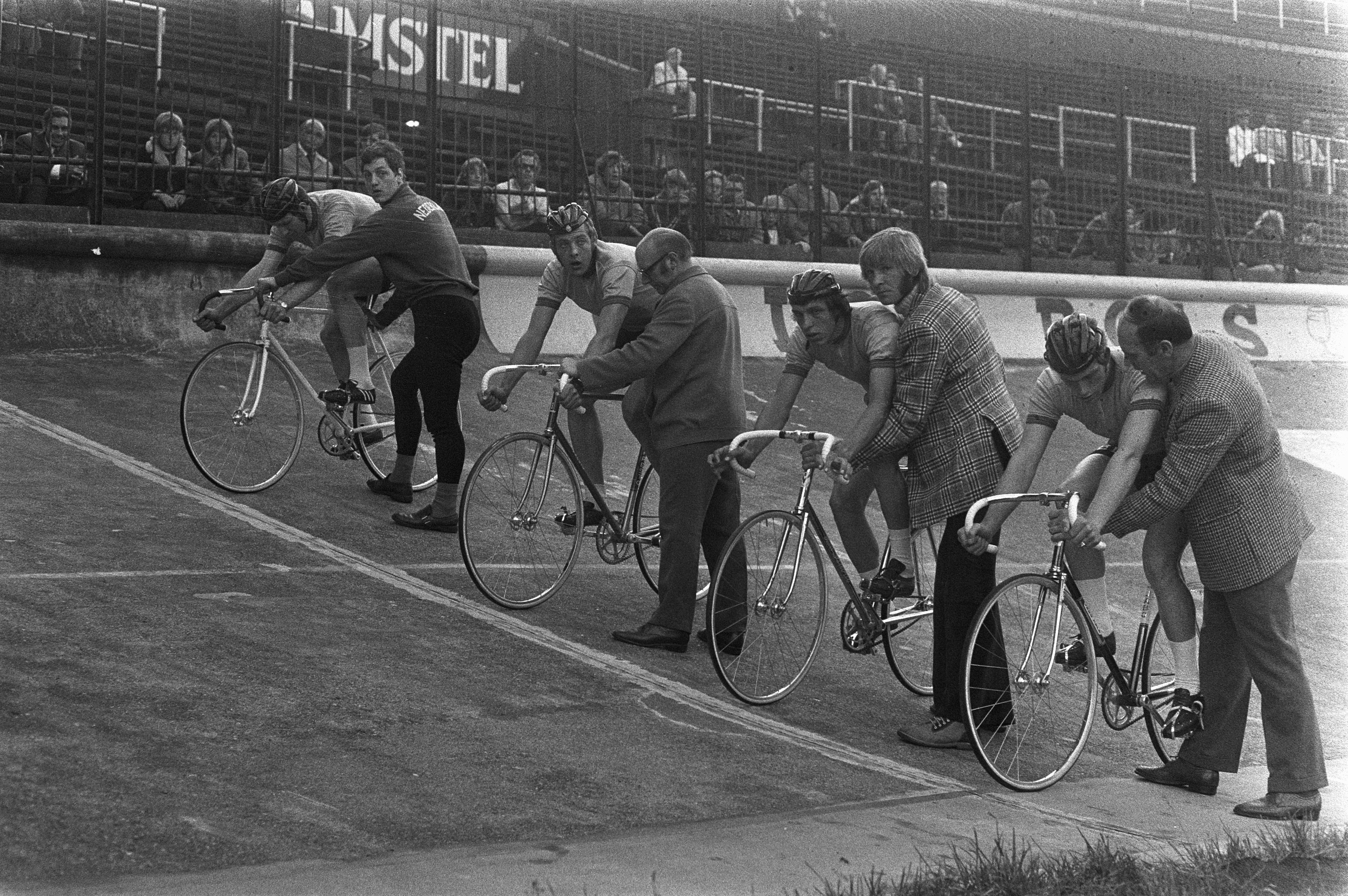
Von links: Roy Schuiten, Gerard Kamper, Ad Dekkers, Peter Nieuwenhuis

Adrianus „Ad“ Dekkers (* 1. November 1953 in Udenhout (Provinz Noord-Brabant); † 29. Juli 2002 in Tilburg) war ein niederländischer Radrennfahrer.

## Sportliche Laufbahn
Dekkers war im Bahnradsport und im Straßenradsport aktiv. Er war Teilnehmer der Olympischen Sommerspiele 1972 in München. In der Mannschaftsverfolgung wurde der Bahnvierer der Niederlande mit Ad Dekkers, Gerard Kamper, Herman Ponsteen und Roy Schuiten auf dem 5. Platz klassiert.
1972 gewann er bei den nationalen Meisterschaften im Bahnradsport die Silbermedaille im Tandemrennen mit Rinus Langkruis als Partner. In der Einerverfolgung und im 1000-Meter-Zeitfahren wurde er Dritter.
1974 beendete er die Olympia’s Tour hinter Roy Schuiten auf den 2. Platz und gewann eine Etappe der Rundfahrt. Im Milk Race startete er mit der Nationalmannschaft und wurde 37. der Gesamtwertung.